# Nurit Zarchi
Nurit Zarchi (Gerusalemme, 19 ottobre 1941) è una scrittrice israeliana.
Suo padre era un autore (Israel Zarchi) e sua madre un'insegnante. Dopo la morte di suo padre, quando aveva sei anni, la madre si trasferì con lei a Kibbutz Geva. Ha studiato all'università Ebraica di Gerusalemme. Zarchi è stata sollevata dall'impegno nel suo kibbutz perché definita come una "donna fuori dagli schemi" e durante l'esperienza militare ha prestato servizio come insegnante. Più tardi tornò a Gerusalemme per studiare scienze umane presso l'Università Ebraica. Ha lavorato come giornalista e saggista sulla letteratura e sull'arte pubblicata. Zarchi insegna tuttora scrittura creativa per gli studenti universitari, così come gestisce laboratori per adulti e per i giovani.
Dal 1963 al 1975 era sposata con il poeta Yoram Taharlev, con cui ebbe due figlie, Roni Taharlev e Arela Taharlev.
Le traduzioni di sue opere in italiano sono molto scarse; da notare L'epidemia (maggio 2001 Collana Fiabesca 63, pubblicato da Stampa Alternativa) tradotto da Alessandra Shomroni.

## Opere
- Quiero vender a mi hermana
- Rendez-vous en Antarctique
- L'epidemia